# 예천임씨금양파종택
예천임씨금양파종택(醴泉林氏錦陽派宗宅)은 경상북도 안동시 임하면 금소리에 있다. 2010년 3월 12일 안동시의 문화유산 제42호로 지정되었다.